# Jicchak Seiger
Jicchak Seiger (hebrejsky: יצחק זיגר, žil 22. února 1936 – 5. února 1985) byl izraelský politik a poslanec Knesetu za stranu Likud.

## Biografie
Narodil se v Haifě. Vystudoval politologii a právo na Hebrejské univerzitě. Získal osvědčení pro výkon profese právníka.

## Politická dráha
V roce 1969 vstoupil do Liberální strany, byl předsedou jejího ekonomického odboru a ústředního výboru. Zároveň zasedal ve vedení Asociace zemědělců.
V izraelském parlamentu zasedl poprvé po volbách v roce 1981, do nichž šel za stranu Likud. Byl členem výboru pro ústavu, právo a spravedlnost a finančního výboru. Mandát poslance obhájil za Likud ve volbách v roce 1984, po nichž se stal členem výboru finančního a výboru státní kontroly. Zemřel během funkčního období poslance. Jeho křeslo zaujal Ja'akov Šamaj.